# Microregione di Rio do Sul
Rio do Sul è una microregione dello Stato di Santa Catarina in Brasile.

## Comuni
Comprende 20 comuni:
- Agronômica
- Aurora
- Braço do Trombudo
- Dona Emma
- Ibirama
- José Boiteux
- Laurentino
- Lontras
- Mirim Doce
- Pouso Redondo
- Presidente Getúlio
- Presidente Nereu
- Rio do Campo
- Rio do Oeste
- Rio do Sul
- Salete
- Taió
- Trombudo Central
- Vitor Meireles
- Witmarsum